# Estafilococ
Els estafilococs (Staphylococcus) són un gènere de bacteris grampositius i anaerobis facultatius amb morfologia de cocs que s'agrupen en forma de raïm. Els estafilococs són catalasa positius, prova que serveix per diferenciar-los dels estreptococs. Els estafilococs creixen bé en medis de cultiu que contenen fins a un 10% de NaCl. La seva major velocitat de creixement es dona a 37 °C. Són la varietat més virulenta dels cocs, i són responsables d'un gran nombre de malalties, des d'infeccions cutànies fins a pneumònia. Aquest gènere està format per trenta-dues espècies i quinze subespècies, moltes de les quals són inofensives i es troben a la mucosa i pell dels humans, i en altres animals de sang calenta. També formen part de la flora microbiana de l'organisme.
Les espècies que provoquen malalties en els humans són: Staphylococcus aureus (el més virulent de tot el gènere), S. epidermidis, S. haemolyticus i S.saprophyticus.